# Aspalathus fourcadei
Aspalathus fourcadei är en ärtväxtart som beskrevs av Harriet Margaret Louisa Bolus. Aspalathus fourcadei ingår i släktet Aspalathus och familjen ärtväxter. Inga underarter finns listade i Catalogue of Life.